# Хуан Рафаель Мора Поррас
Хуан Рафаель Мора Поррас (ісп. Juan Rafael Mora Porras; 8 лютого 1814 — 30 вересня 1860) — державний і політичний діяч, другий президент Коста-Рики.

## Біографія
Народився в сім'ї Каміло Мори Альварадо й Анни Беніти Поррас Ульоа — ліберальній родині з нинішньої столиці Коста-Рики. У сім'ї було четверо дітей, які стали невід'ємною частиною політичної та соціальної еліти країни. Не лише Хуан Рафаель надалі став президентом країни, тих же висот сягнули його брати Мігель (тимчасовий президент, 1849) та Хоакін. Його сестри Ана Марія та Гваделупе були дружинами відповідно Хосе Марії Монтеалегре (президент, 1860—1863) і Хосе Марії Каньяса Ескамільї, сальвадорського генерала, який відзначився у війні проти Вільяма Вокера.
24 червня 1847 року Мора одружився з Інес Агілар Което, дочкою Мануеля Агілара Чакона, голови держави від 1837 до 1838 року. Подружжя мало вісьмох дітей: Єлену, Терезу, Альберто, Амелію, Хуана, Каміло, Хуана й Антоніо.
1837 року обіймав посаду мера Сан-Хосе, а також інші державні посади, хоч основними видами його діяльності були торгівля, вирощування кави та цукрової тростини, операції з нерухомістю. 1842 року Мора, який не мав університетської освіти, став діловим партнером Вісенте Агілара, їхня спільна компанія невдовзі стала однією з найвпливовіших комерційних фірм тих часів.

### Президентство

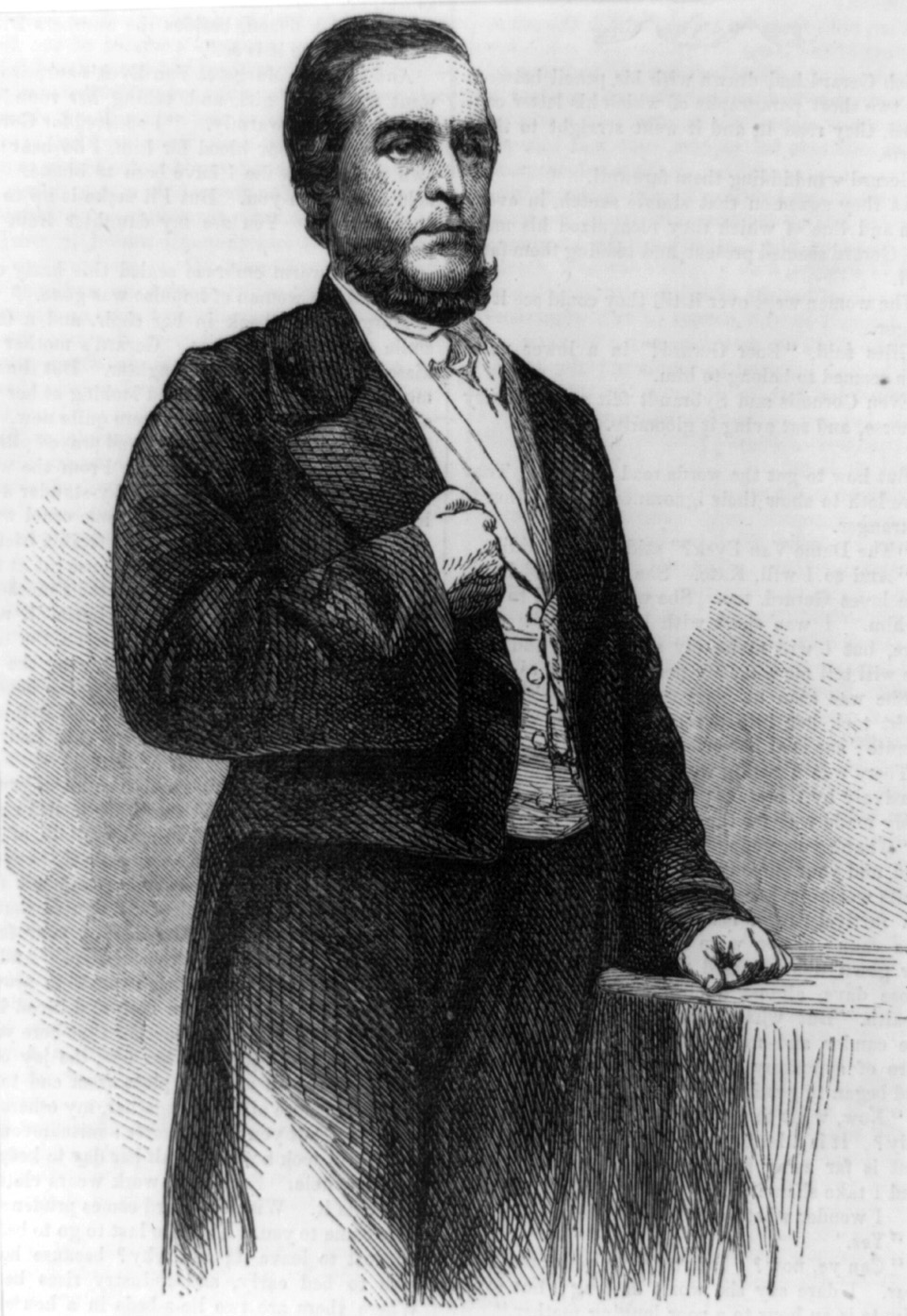
Мора Поррас 1859 року

1847 року Мору обрали віцепрезидентом Республіки, з тієї посади він подав у відставку наступного року, а ще за рік знову став віцепрезидентом. Військовий переворот генерала Хосе Мануеля Кіроса, який змусив піти у відставку президента Хосе Марію Кастро Мадріса, зробив Мору правителем країни до тих пір, поки не буде оголошено переможця нових виборів, які він власне й виграв.
Серед перших успіхів, яких вдалось сягнути за його врядування, було визнання незалежності Коста-Рики Іспанією та створення папою Пієм IX єпархії в Коста-Риці (1 березня 1850).
На той час військовики мали значний вплив на політику країни, й Мора намагався зміцнити своє становище, оголосивши набір до нових армійських підрозділів. Генерал Кірос, найвпливовіший військовик країни, вважав це загрозою своєму статусу, і 3 червня 1850 року підняв зброю проти президента, втім сили Мори розбили заколотників.
Попри той тріумф, Мора зазнавав гострої критики з боку громадянської опозиції на чолі з Кастро і Конгресом. Президент навіть подав у відставку, але її не прийняли. Тоді Дон Хуаніто розпустив Конгрес і призначив нові вибори, що надало президенту очікувану підтримку парламенту.
1853 року Мору переобрали. Він покращив дорогу від Картаго до порту Пунтаренаса, що прискорило економічний розвиток країни.

### Флібустьєрська війна
На початку 1856 року Коста-Рика була змушена вступити до війни, що відома як Національна кампанія 1856—1857 років або ж Флібустьєрська війна, з метою вигнання американського авантюриста Вільяма Вокера з території Центральної Америки. На першому етапі кампанії, під час якого Мора особисто супроводжував армію (уряд було передано віцепрезиденту Франсіско Марії Ореамуно), армія Коста-Рики здобула перемогу в битвах біля Санта-Рози, Сардинале та при Рівасі. Проте в подальші дні армію вразила епідемія холери, й солдати Мори залишили територію Нікарагуа та повернулись до Коста-Рики. У подальшому хвороба поширилась усією країною та забрала життя 10 000 осіб, майже десяту частину населення Коста-Рики того часу.
Лишень епідемія пішла на спад у грудні, Мора почав готувати другу кампанію, головним завданням якої було захоплення Сан-Хуана та суден, що постачали ресурси Вокеру зі Сполучених Штатів. Магнат Корнеліус Вандербільт, противник Вокера, відрядив моряка Сильвана Спенсера на допомогу костариканським генералам. Насправді американський мільйонер розраховував повернути собі кораблі, що їх Вокер використовував для транзиту ресурсів до регіону. Спенсер прибув до Коста-Рики в супроводі англійця Вільяма Кліффорда Вебстера, який, у свою чергу, вручив Морі рекомендаційного листа від посла Коста-Рики у Вашингтоні Луїса Моліни. Вебстер подав усе так, ніби Вандербілт пропонує Морі союз, і запропонував президенту кредит у мільйон песо, щоб погасити державний борг, що утворився через видатки на підготовку до війни. Однак Вебстера звинуватили у шахрайстві у Сполучених Штатах, і контракт не було оформлено.
Війна завершилась у квітні 1857 року після того, як майор Максімо Бланко відрізав маршрути постачання Вокера річкою Сан-Хуан. Перемога у війні з Вокером принесла Морі славу, втім відносини його країни з Нікарагуа ускладнились.
Вокер капітулював 1 травня 1857 року в Рівасі. Його доставили до США, де він почав готувати ще одну експедицію. У Нікарагуа Томас Мартінес зайняв посаду президента й зажадав, щоб Коста-Рика негайно повернула Пунта-Кастілу, Кастільйо-В'єхо та форт Сан-Карлос, а також судна, захоплені у флібустьєрів. Окрім того, військам Коста-Рики наказали залишити територію Нікарагуа. Втім Мора, знаючи про плани Вокера, наказав військам залишитись у Сан-Хуані, щоб попередити нове вторгнення флібустьєрів. Мартінес звинуватив Коста-Рику в імперіалістичних намірах і 19 жовтня 1857 року оголосив війну. Війна припинилась після підписання договору Каньяса-Хереса, несприятливого для Коста-Рики, якій довелось визнати Нікарагуа власником Сан-Хуана й відмовитись від здобутків, що їх принесла перемога над Вокером.
На початку 1859 року Мору переобрали на третій термін, але 14 серпня того ж року його повалили командири казарм Сан-Хосе, полковник Лоренсо Саласар і майор Бланко. Сержант Сотеро Родрігес о 3:30 ранку раптово з'явився в будинку Мори та вивіз його під арештом до казарм. У наступні години були заарештовані Хоакін Мора, генерал Каньяс, Мануель Аргуельйо (племінник і радник президента) й інші офіційні особи. Мору відвезли до Пунтаренаса та вигнали з країн — спочатку він виїхав пароплавом до Гватемали, а потім до Сальвадору.

### Спроба реставрації та загибель
За кордоном Дон Хуаніто підготував вторгнення, щоб відновити свою владу. Він вирушив до США в пошуках допомоги та зброї. 17 вересня 1860 року він висадився в Пунтаренасі в супроводі свого брата генерала Хоакіна Мори, Хосе Марії Каньяса та Мануеля Аргуельйо. Мора захопив місто та смугу землі до річки Барранка. Уряд Монтеалегре швидко відреагував, відрядивши армію, яка розбила сили Мори в битві при Ла-Ангостурі. Дон Хуаніто шукав притулку у свого друга британського консула Річарда Фаррера (Дона Рікардо, як його знали у Коста-Риці), з яким вони мали спільний бізнес, але зрештою здався.
Мору розстріляли у містечку Лос-Хобос 30 вересня того ж року разом з генералом Інасіо Арансібією(чилійцем, який виїхав до Каліфорнії під час золотої лихоманки, але опинився у Коста-Риці та відзначився у війні проти флібустьєрів). За два дні був страчений і Каньяс.
Британський консул Фаррер і французький консул Жан-Жак Боннефіль встигли завадити тому, щоб тіло Мори кинули в річку, й організували його поховання того ж дня на старому цвинтарі в могилі, яку викопали самі прибічники колишнього президента. За два дні також поховали Каньяса. Майже за шість років, 20 травня 1866 року, Боннефіль повернувся на цвинтар разом із чотирма матросами та розкрив могили, рештки Мори та Каньяса спочатку доставили до резиденції Боннефіля в Пунтаренасі, а потім до його будинку в Сан-Хосе, де вони перебували понад 20 років, до 13 січня 1885 року, після чого їх поховали на Головному цвинтарі столиці Коста-Рики.